# Vrijstaat Fiume
De Vrijstaat Fiume of Vrijstaat Rijeka (Kroatisch: Slobodna Država Rijeka, Italiaans: Stato libero di Fiume) was een onafhankelijke staat die opgericht werd door het Verdrag van Rapallo (1920) en in 1924 door Italië geannexeerd werd. De staat was de opvolger van het nooit erkende fascistische Italiaans Regentschap Carnaro. Het grondgebied van de staat was de stad Rijeka, nu gelegen in Kroatië.
De vrijstaat bestond uit de oude Hongaarse provincie Fiume en een corridor naar Italië die in 1919 werd toegevoegd.